# Palazzo Querini (Cannaregio)
Palazzo Querini Papozze è un edificio di Venezia sito nel sestiere di Cannaregio ed affacciato sul Canal Grande tra Palazzo Correr Contarini Zorzi e Palazzo Emo a San Leonardo.

## Storia
Costruito per la famiglia Querini, che ne mantennero la proprietà sino al XIX secolo, oggi è diviso in appartamenti. Edificato in origine in forme bizantine secondo gli stilemi della casa-fondaco, venne ristrutturato durante il periodo gotico e rinascimentale, per poi venir distrutto in parte il 21 ottobre 1815 da un incendio. Dopo questo evento, ne venne edificato un secondo, distante dalle forme del precedente.

## Architettura
Caratterizzato da una facciata bianca molto estesa ma semplice e funzionale, questo palazzo è contraddistinto dal succedersi di semplici aperture rettangolari e da un ampio giardino posteriore. Il fronte principale, nel complesso di scarsissimo valore architettonico e prospiciente il Canal Grande, è costeggiato da una fondamenta privata: venne edificato dopo l'incendio del 1815, discostandosi con la sua serialità da ogni altro. Presenta quarantatré finestre e tre porte. Dell'antico edificio rimangono solo un pozzo nel cortile e un portico affacciato sul retro. Lo stemma dei Querini presente in facciata è una copia moderna. Il grande giardino posteriore presenta tra le sue peculiarità un ponticello edificato durante l'Ottocento in uno stile ricco di richiami al gusto cinese, in conformità con la moda dell'epoca.